# Eclipse lunar de marzo de 2007
| Eclipse Total Lunar del 3–4 de marzo, del 2007                                                                  | Eclipse Total Lunar del 3–4 de marzo, del 2007 |
| --- | ---------------------------------------------- |
| Previo | Eclipse \| Eclipse total \| Saros              |
| Posterior | Eclipse \| Eclipse total \| Saros              |
| La luna en la parte norte de la sombra umbral de la Tierra durante la totalidad a las 23:31 UTC desde Dinamarca |                                                |
| La trayectoria de la luna a través del norte de la sombra de la Tierra.                                         |                                                |
| Gamma | 1.23280                                        |
| Magnitud | 0.1837                                         |
| Saros | 123 (52 de 72)                                 |
| Duración (hr:mn:sc)                                                                                             |                                                |
| Total | 1:14:12                                        |
| Parcial | 4:41:42                                        |
| Penumbral | 6:08:58                                        |
| Contactos |                                                |
| P1 | 20:16:29 UTC                                   |
| U1 | 21:30:04 UTC                                   |
| U2 | 22:43:49 UTC                                   |
| Máximo | 23:20:56 UTC                                   |
| U3 | 23:58:01 UTC                                   |
| U4 | 01:11:46 UTC                                   |
| P4 | 02:25:27 UTC                                   |
| Eclipse a través del nodo descendente en la constelación de Leo.                                                |                                                |

Este eclipse total lunar tuvo lugar el 3 de marzo de 2007, el primero de los dos eclipses en 2007.

## Visibilidad

### Mapa
El siguiente mapa muestra las regiones desde las cuales fue posible ver el eclipse. En gris, las zonas que no observaron el eclipse; en blanco, las que si lo presenciaron; y en celeste, las regiones que pudieron ver el eclipse durante la salida o puesta de la Luna.

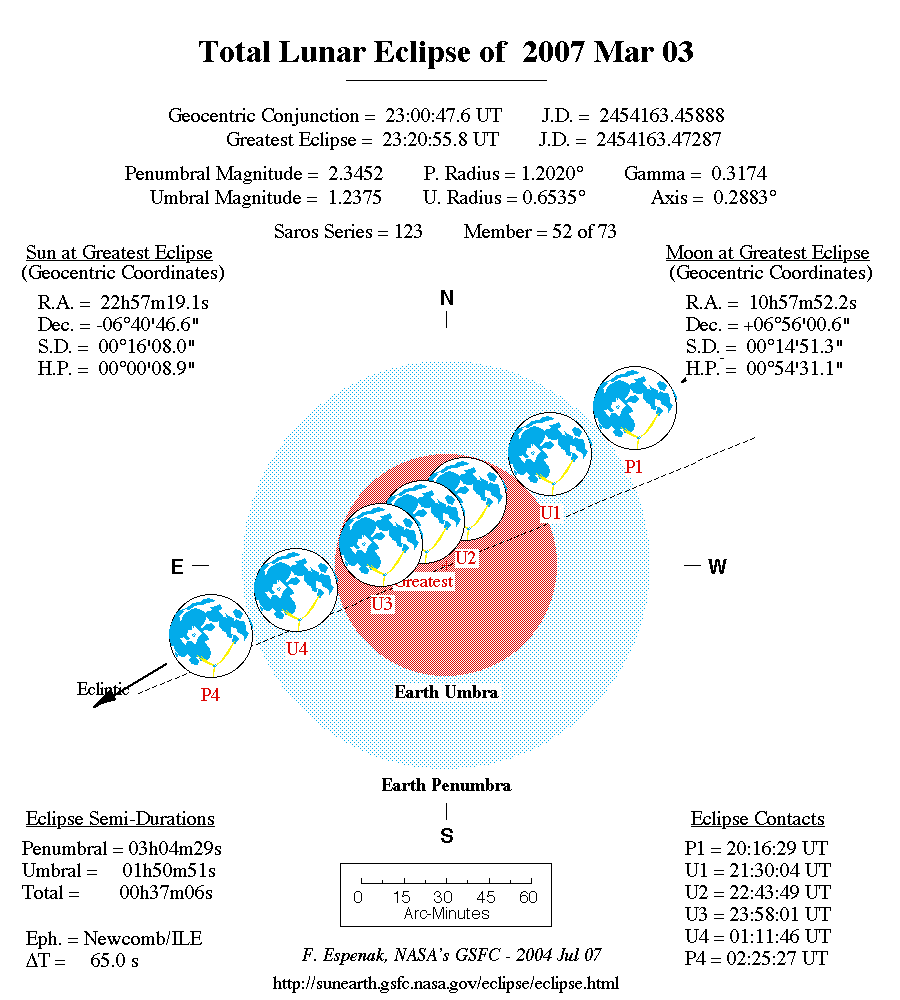
Tabla de la NASA del eclipse

### Perspectiva de la Luna
Todo el evento fue visible desde Europa, África, zonas del América del Sur, y algunas áreas de Norteamérica, Asia, y Australia Occidental. En América del Norte, en que forma parte del evento fue visible la luna.
| Este punto de vista simulada de la tierra desde el centro de la Luna durante el eclipse lunar muestra donde el eclipse es visible en la tierra. |

## Galería
| En Leeds, Inglaterra.    |  |
| En Degania Alef, Israel. |  |
| Reino Unido              |  |
|                          |  |
| Golfo Pérsico.           |  |

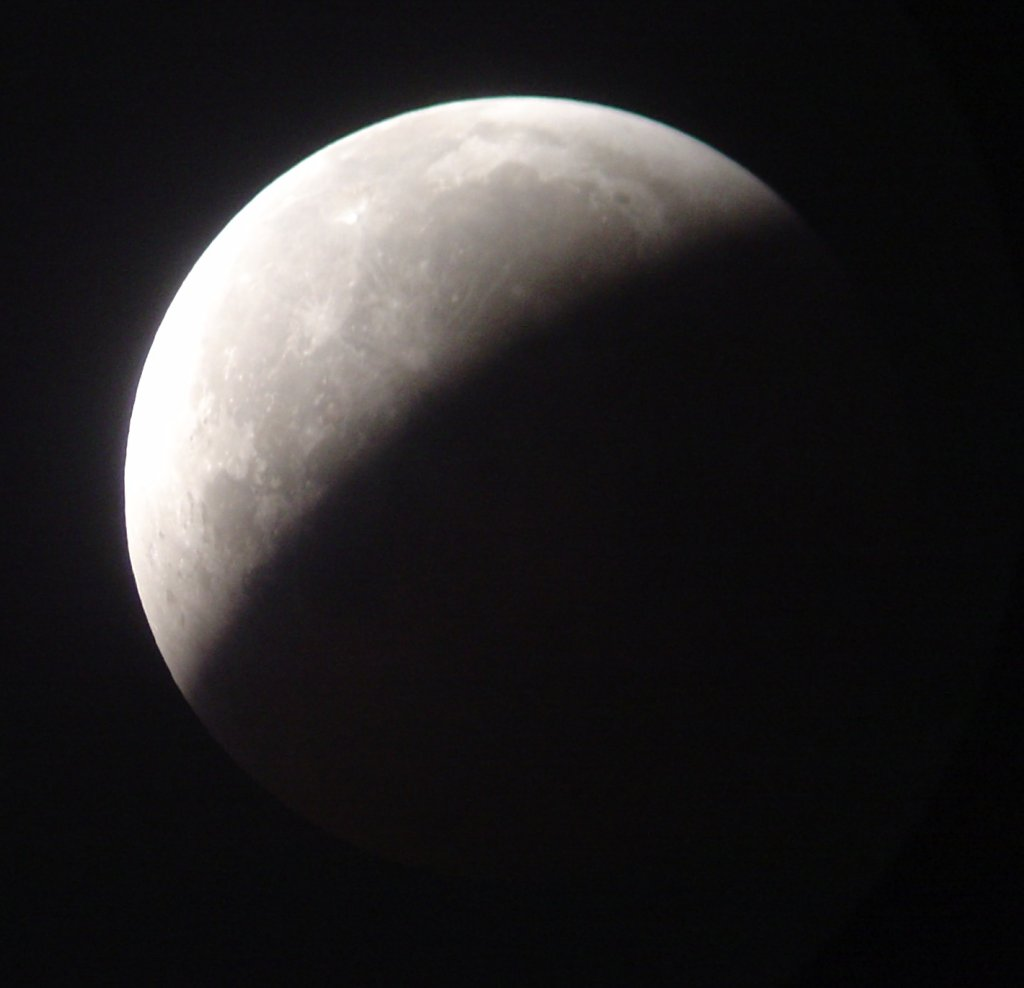
Luna Parcialmente Eclipsada después de su totalidad.
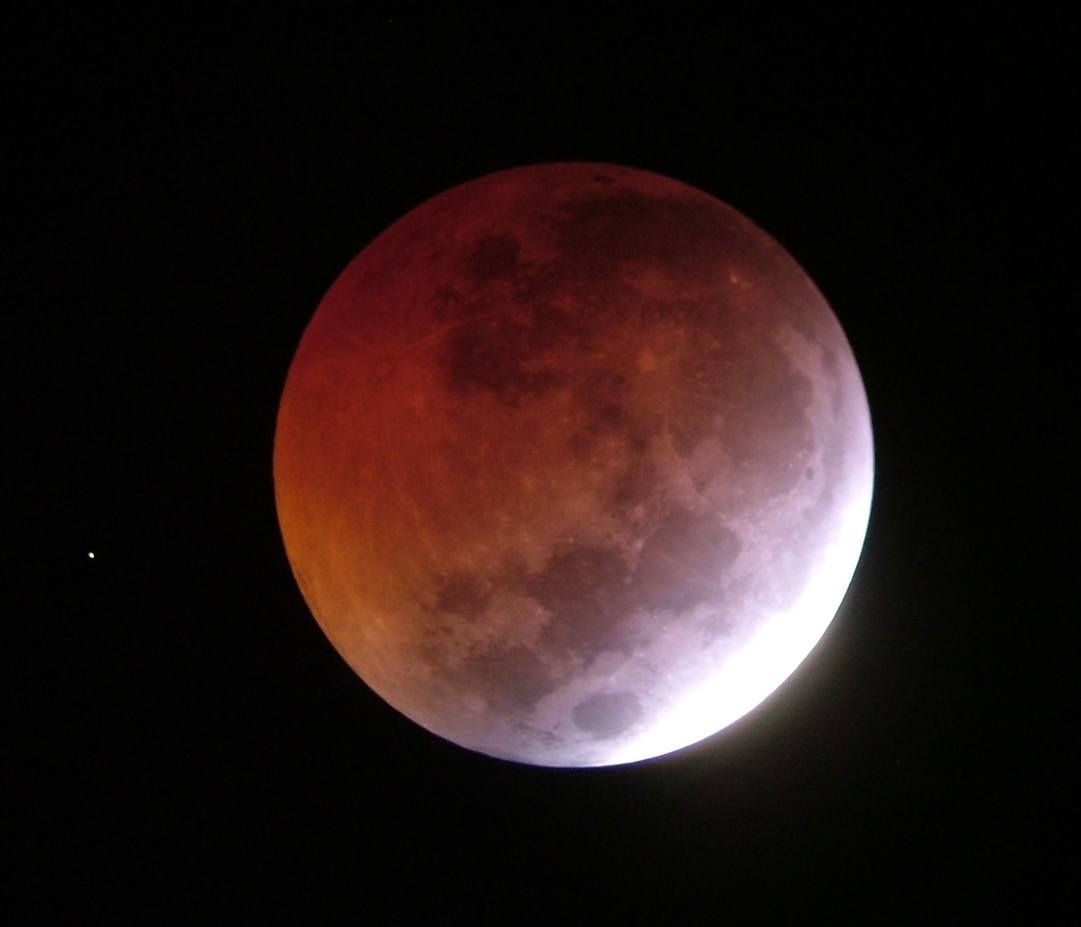
En Cambridge.
Animación del Eclipse.
Animación del Eclipse.
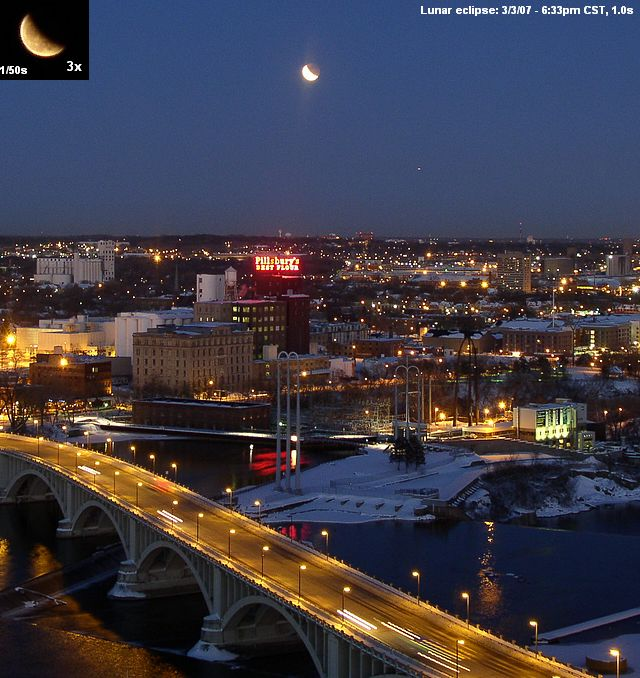
En Minneapolis, Minnesota.
Animación del Eclipse lunar del 3 de marzo de 2007.